# Algebraische Topologie
Die algebraische Topologie ist ein Teilgebiet der Mathematik, das topologische Räume (oder auch Lagebeziehungen im Raum wie zum Beispiel in der Knotentheorie) mit Hilfe von algebraischen Strukturen untersucht. Sie ist eine Teildisziplin der Topologie.
Die Grundidee besteht darin, gewissen topologischen Räumen, zum Beispiel Teilmengen des Anschauungsraums wie Kugeln, Tori oder deren Oberflächen, gewisse algebraische Strukturen wie zum Beispiel Gruppen oder Vektorräume zuzuordnen, und das auf eine Weise, dass verwickelte Verhältnisse auf Seiten der topologischen Räume sich vereinfacht auf Seiten der algebraischen Strukturen wiederfinden und so einer Behandlung zugänglich werden.

## Aufgabenstellung

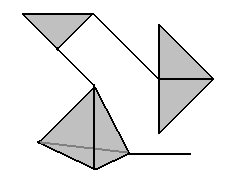
Simplizialkomplexe sind aus einfachen Bestandteilen aufgebaut.

Ein wesentliches Ziel der Topologie ist es, alle topologischen Räume bis auf Homöomorphie zu klassifizieren. Dieses Ziel ist in dieser umfassenden Form nicht erreichbar; trotzdem wird nach effektiven und zuverlässigen Methoden gesucht, mit deren Hilfe bestimmte Räume analysiert oder sogar bestimmte Klassen topologischer Räume klassifiziert werden können.
Typischerweise werden Simplizialkomplexe, Zellkomplexe, Mannigfaltigkeiten mit und ohne Rand untersucht, also Räume, die aus topologisch einfachen Komponenten zusammengesetzt sind. Die betrachteten Abbildungen zwischen ihnen können stetige, stückweise lineare oder differenzierbare Abbildungen sein. Ziel ist es, die betrachteten Räume und die Abbildungen zwischen ihnen mittels zugeordneter algebraischer Strukturen wie Gruppen, Ringen, Vektorräumen und der Homomorphismen (Strukturen) zwischen ihnen und daraus abgeleiteten Größen so weit wie möglich zu klassifizieren, bis auf Homöomorphie oder zumindest bis auf die gröbere Homotopieäquivalenz.
Dazu werden keine mengentopologischen Eigenschaften wie Trennungsaxiome oder Metrisierbarkeit herangezogen, sondern eher globale Eigenschaften wie „Windungen“ oder „Löcher“ in Räumen, Begriffe, die im Rahmen der algebraischen Topologie zuerst zu präzisieren sind.

## Methodik
Manche Resultate der algebraischen Topologie sind negativer Natur, etwa Unmöglichkeitsaussagen. So kann man zeigen, dass es keine stetige, surjektive Abbildung der Kugel auf die Kugeloberfläche gibt, die die Kugeloberfläche im folgenden Sinne fest lässt: jeder Punkt der Kugeloberfläche wird auf sich selbst abgebildet. Eine solche Abbildung müsste irgendwie das Loch, das von der Kugeloberfläche umschlossen wird, erzeugen und das scheint mit einer stetigen Abbildung nicht möglich zu sein. Eine Präzisierung dieser Ideen führt zur Homologietheorie. Derartige Unmöglichkeitsaussagen können durchaus wieder positiv zu formulierende Konsequenzen haben. So ist zum Beispiel der Brouwersche Fixpunktsatz, nach dem jede stetige Abbildung der Kugel in sich einen Fixpunkt hat, eine einfache Konsequenz, denn man kann zeigen, dass mit einer fixpunktfreien Abbildung der Kugel in sich eine Abbildung der gerade ausgeschlossenen Art konstruiert werden könnte.
Eine weitere typische Vorgehensweise in der algebraischen Topologie ist die Aufstellung von Invarianten zur Klassifikation gewisser topologischer Strukturen. Will man zum Beispiel geschlossene stetige Kurven in der Ebene bis auf stetige Deformation klassifizieren, so stellt man fest, dass es nur eine solche Klasse gibt, denn man kann anschaulich jede solche geschlossene Kurve zu einem Kreis auseinanderziehen und diesen dann zum Einheitskreis (mit Radius 1 um den Koordinatenursprung) deformieren. Jede geschlossene Kurve ist also deformationsgleich zum Einheitskreis. Man beachte, dass die Kurven sich dabei selbst durchdringen dürfen; es gibt in der Ebene keine Knoten (für Knoten, die auch in der algebraischen Topologie behandelt werden, braucht man drei Dimensionen).

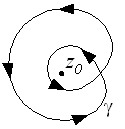
Die Kurve umläuft den Nullpunkt zweimal.

Die gerade angedeutete Situation ändert sich, wenn man die Ebene durch die Ebene ohne den Nullpunkt ersetzt. Das Auseinanderziehen zum Kreis funktioniert nun nicht mehr immer, da die Kurve im Zuge des Deformationsprozesses den Nullpunkt nicht mehr überstreichen kann. Eine Präzisierung dieser Ideen führt zur Fundamentalgruppe und allgemeiner zur Homotopietheorie. Man kann sich überlegen, dass zwei geschlossene Kurven genau dann zur selben Klasse gehören, wenn die Anzahlen der Umläufe um den Nullpunkt (etwa im Gegenuhrzeigersinn) überstimmen. Jeder Kurve wird also eine Zahl aus {\displaystyle \mathbb {Z} } zugeordnet, nämlich ihre Umlaufzahl, und diese Zahl klassifiziert die Kurven. Beschränkt man sich auf Kurven, die in einem festgelegten Punkt beginnen, und wegen der Geschlossenheit der Kurven dort auch wieder enden, so kann man zwei Kurven hintereinander durchlaufen, indem man zunächst die erste Kurve durchläuft, und dann, nachdem man wieder am festen Startpunkt angekommen ist, die zweite. Dabei addieren sich die Umlaufzahlen. Dem   hintereinander ausgeführten Durchlauf der Kurven auf topologischer Seite entspricht also die Addition ganzer Zahlen auf der algebraischen Seite. Damit ist dem topologischen Raum Ebene ohne Nullpunkt eine algebraische Struktur, die Gruppe {\displaystyle \mathbb {Z} }, zugeordnet, die geschlossenen Kurven darin werden durch ein Element dieser Gruppe klassifiziert.
Diese Betrachtungen deuten die Rolle der Kategorientheorie in der algebraischen Topologie an.
Die allgemeine Idee besteht darin, einer topologischen Situation, das heißt topologischen Räumen und stetigen Abbildungen zwischen ihnen, eine algebraische Situation, das heißt Gruppen, Ringe oder Vektorräume und Morphismen zwischen ihnen, in invarianter und funktorieller Weise zuzuordnen und daraus Schlüsse zu ziehen.
Invariant bedeutet in diesem Fall, dass homöomorphen oder homotopieäquivalenten Räumen isomorphe algebraische Strukturen zugeordnet werden.

## Historische Entwicklung
Zwar haben sich schon die griechischen Mathematiker des Altertums mit Verformungen dreidimensionaler Körper (Scherungen, Streckungen) befasst und auch für die Komplexität von Knoten interessiert, aber die erste präzise Begriffsbildung, die der algebraischen Topologie zuzurechnen wäre, ist die von Leonhard Euler eingeführte Eulercharakteristik.
Im 19. Jahrhundert entdeckte Gauß die Verschlingungszahl zweier Kurven, die sich bei stetiger Deformation ohne gegenseitige Durchdringung nicht ändert. Der Physiker Kelvin begann sich für Knoten zu interessieren, Betti untersuchte Löcher und Henkel an Mannigfaltigkeiten und kam zu den nach ihm benannten Bettizahlen. Gegen Ende des 19. Jahrhunderts klassifizierte Poincaré zweidimensionale Mannigfaltigkeiten (siehe Klassifikationssatz für 2-Mannigfaltigkeiten) und führte in diesem Zusammenhang den grundlegenden Begriff der Fundamentalgruppe ein.
Die ersten herausragenden Ergebnisse in der algebraischen Topologie des 20. Jahrhunderts waren der Nachweis der Invarianz der topologischen Dimension durch Brouwer 1913 und der Invarianz der Homologie, das heißt der Bettizahlen, durch Alexander in den 1920ern. Durch Vietoris, Alexandrow und Čech wurde die Homologietheorie auf allgemeine Räume ausgedehnt.
Ideen Poincarés und Riemanns folgend führte Cartan Differentialformen und eine darauf aufbauende Homologietheorie ein, deren Äquivalenz zur üblichen Homologietheorie von seinem Studenten de Rham in den 1930ern bewiesen wurde. Hurewicz verallgemeinerte den Begriff der Fundamentalgruppe zur Homotopiegruppe. Nachdem festgestellt wurde, dass die n-Sphären nicht-triviale höhere Homotopiegruppen haben, wurde deren Bestimmung eine zentrale Aufgabe.
Ende der 1930er Jahre entdeckten Whitney, Stiefel, Pontrjagin und Chern verschiedene nach ihnen benannte topologische Invarianten, sogenannte charakteristische Klassen, die als Hindernisse auftreten: gewisse Dinge können nur dann funktionieren oder vorhanden sein, wenn diese Klassen gewissen Bedingungen genügen, anderenfalls stellen sie das Hindernis dafür dar.
In den 1940ern etablierte sich die Morsetheorie und Eilenberg gelang ein rigoroser Beweis der Homotopieinvarianz der singulären Homologie.
Eine weitergehende Algebraisierung der Poincaré-Dualität führte schließlich zur Kohomologietheorie. Eilenberg und Mac Lane abstrahierten weiter zur sogenannten homologischen Algebra und gelten in diesem Zusammenhang als Begründer der Kategorientheorie. Diese Überlegungen mündeten im Eilenberg-Steenrod-Eindeutigkeitssatz.
Ein Durchbruch in der bereits von Poincaré begonnenen Klassifikation der Mannigfaltigkeiten war die Chirurgietheorie von Browder, Nowikow, Sullivan und Wall, mit der eine Klassifikation bis auf Diffeomorphie der einfach zusammenhängenden Mannigfaltigkeiten der Dimension {\displaystyle \geq 5}, die zu einer gegebenen Mannigfaltigkeit homotopieäquivalent sind, gelang.
Ein weiterer wichtiger Fortschritt in den algebraischen Methoden der Topologie und Homologietheorie waren Grothendiecks Arbeiten über den Satz von Riemann-Roch, die die K-Theorie begründeten. Hier zählen die Bott-Periodizität und der Atiyah-Singer-Indexsatz in den 1960er Jahren zu den bedeutenden Ergebnissen.
Die algebraische Topologie ist bis heute Gegenstand aktueller Forschung, wobei eine allgemein verständliche Darstellung der Ergebnisse zunehmend schwieriger wird. Für weitere Ausführungen wird auf den unten angegebenen Artikel von Nowikow verwiesen.
Beim schon von Poincaré unternommenen Versuch der Klassifikation dreidimensionaler Mannigfaltigkeiten trat das Problem auf, zu zeigen, dass jede einfach zusammenhängende kompakte unberandete 3-dimensionale Mannigfaltigkeit zur 3-Sphäre homöomorph ist. Dieses als Poincaré-Vermutung bekannt gewordene Problem wurde erst 2002 von Perelman gelöst.

## Anwendungen
Auch außerhalb der Topologie gibt es viele Anwendungen der algebraischen Topologie. Die oben erwähnte Umlaufzahl ist für Integrationswege eine wichtige Größe, in der Funktionentheorie spricht man wie selbstverständlich von nullhomologen Zyklen. Bei der Untersuchung riemannscher Flächen spielen Methoden der Kohomologietheorie eine wichtige Rolle.
Identifiziert man einen kompakten Raum {\displaystyle K} mit der Algebra {\displaystyle C(K)} der stetigen, komplexwertigen Funktionen darauf, was man nach dem Satz von Gelfand-Neumark tun darf, so übersetzen sich obige Begriffsbildungen in die Ringtheorie bzw. C*-Theorie, zumindest für kommutative Ringe bzw. C*-Algebren, denn {\displaystyle C(K)} ist kommutativ. Lässt man die Kommutativität nun fallen, so führt das zur sogenannten nicht-kommutativen Topologie, zum Beispiel zur auf Kasparow zurückgehenden KK-Theorie. So erhält man wichtige Impulse für die Algebra und die Funktionalanalysis.
In der Physik spielt die algebraische Topologie eine bedeutende Rolle in der topologischen Quantenfeldtheorie TQFT.